# بريغز
بريغز (بالإنجليزية: Briggs)‏ هو كاتب أغاني وشاعر أسترالي، ولد في 28 أغسطس 1986.

## وصلات خارجية
- الموقع الرسمي
- بريغز على موقع IMDb (الإنجليزية)
- بريغز على موقع ميوزك برينز (الإنجليزية)
- بريغز على موقع ديسكوغز (الإنجليزية)
- بريغز على موقع قاعدة بيانات الفيلم (الإنجليزية)